# صحافة للوقت (فلم 1966)
صحافة للوقت (بالإنجليزية: Press for Time) فيلم كوميدي بريطاني لعام 1966  من بطولة نورمان ويزدوم. كتب السيناريو إيدي ليزلي ونورمان ويزدوم، استنادًا إلى رواية عام 1963 «نعم نعم نعم»، بقلم أنجوس ماكجيل. تم تصوير الفيلم، جزئيًا، في مدينة تيغنماوث البريطانية. يتابع الفيلم نورمان، الذي أصبح مراسلًا لإحدى الصحف الإقليمية حيث يتسبب في فوضى مرحة. صدر الفيلم في 8 ديسمبر 1966 في المملكة المتحدة.

## طاقم التمثيل
- نورمان ويزدوم: في دور نورمان شيلدز
- ديريك بوند: في دور الرائد بارتليت
- ديريك فرانسيس: في دور ألدرمان كوركوران
- أنجيلا براون: في دور إليانور لامبتون
- تريسي كريسب: في دور روبي فيرتشايلد
- ألان كاثبرتسون: في دور السيد بالارد (المدعي العام)
- نويل دايسون: في دور السيدة كوركوران
- بيتر جونز: في دور روبن ويلوبي (المصور)
- ديفيد لودج: في دور السيد روس (المحرر)
- ستانلي أونوين: في دور السيد نوتاج
- فرانسيس وايت: دور ليز كوركوران
- مايكل بلفور: في دور سورمان
- توني سيلبي: في دور هاري مارشال (مراسل صحفي)
- بالاشتراك مع: مايكل بيلتون - نورمان بيت - هازل كوبن - توتي ترومان - توني جيلبين - رولينج جوردون.[7]

## ملخص أحداث الفيلم
نورمان شيلدز (نورمان ويزدوم) بائع جرائد في لندن، وهي وظيفة اختارها له جده، رئيس الوزراء. بعد إحداث الفوضى، يجد وظيفة جديدة كمراسل في إحدى الصحف في مدينة تينماوث الساحلية. النائب صاحب الصحيفة يطمح في أن يصبح رئيساً للوزارة، وهو يتماشى مع «طلب» رئيس الوزراء.
يقع نورمان، خلال الفترة التي يقضيها في تينماوث وبحسن نيته، في جميع أنواع المشاكل أثناء إعداد التقارير، مثل بدء مناقشة في اجتماع المجلس الذي يتطور إلى قتال شامل بين الأعضاء. يصبح نورمان لاحقًا مراسلًا لقسم الترفيه في الصحيفة، حيث يقوم بتغطية مسابقة جمال تفوز بها صديقته ليز. يعودوا لاحقًا إلى لندن معًا، تاركين وراءهم تينماوث أكثر استقرارًا سياسيًا.

## استقبال الفيلم
كتب دريك وينرت 28 يونيو 2019: «المخرج روبرت آشر سهل للغاية في القيادة، حيث يبالغ في بعض المواقف المسلية، وبعض الحماقات غير المضحكة، ويطيل من وقت التشغيل أيضًا».
منح موقع «موفي سين» الفيلم ثلاثة نجوم من أصل خمسة نجوم وكتب: «نستطيع أن نلخص أن المعجبين المتحمسين لنورمان ويزدوم سيستمتعون على الأرجح بفيلم» الصحافة للوقت«ولكن بالنسبة لأي شخص آخر، فهو فيلم ضعيف يعتمد بشكل مفرط على نورمان لإنجاز كل هفوة وفشل في أن يكون أكثر من مجرد مجموعة من اللقطات».

## روابط خارجية
- مقالات تستعمل روابط فنية بلا صلة مع ويكي بيانات